# مدال سنت بندیکت

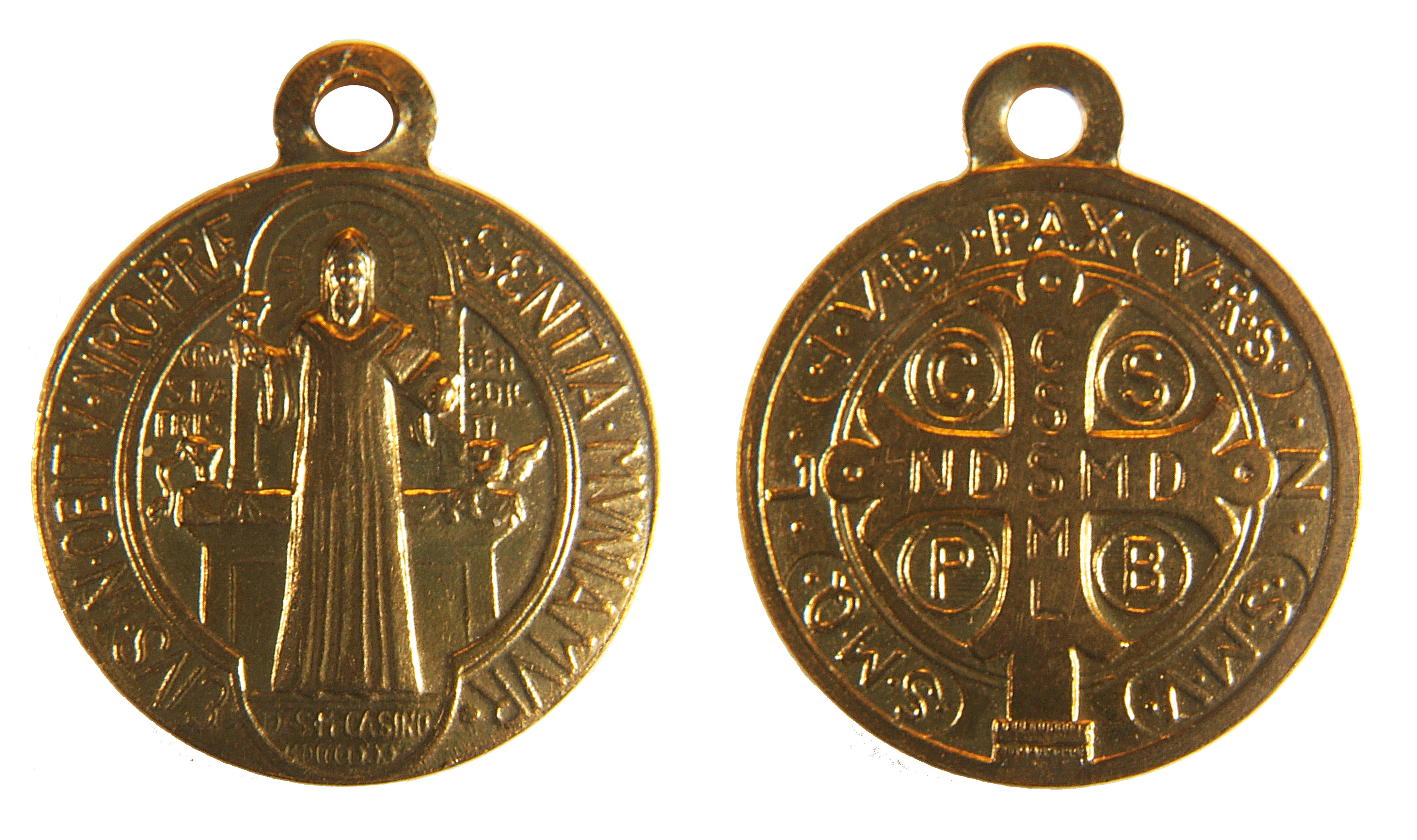
دو طرف مدال سنت بندیکت

مدال سنت بندیکت مسیحیت یک مدال مقدس مسیحی است. که حاوی نمادهایی از دایره صلیب و حروف اول یک شعر لاتین است. و متن مربوط به زندگی سنت بندیکت نورسیا است که توسط کاتولیک‌های رومی، لوتریان، ارتدکس‌های غربی، آنگلیکن‌ها و متدیست‌ها، در سنت مسیحی بندیکتین، به‌ویژه خوانندگان و قربان‌ها استفاده می‌شود. 
این شیء مذهبی همچنین نماد مسیحی باز شدن درها و گشودن مسیرهای دشوار است و به جن‌گیری کمک می‌کند. جنگیران این مدال و دعای بر روی آن را وسیله ای برای باز پسگیری کسی که خودش را به شیطان فروخته‌است استفاده می‌کنند. سنت معتقد است که از نفرین‌ها، شیاطین و بدی‌ها محافظت می‌کند، همچنین از بیماری‌ها محافظت می‌کند و سلامتی می‌آورد.

## تاریخ

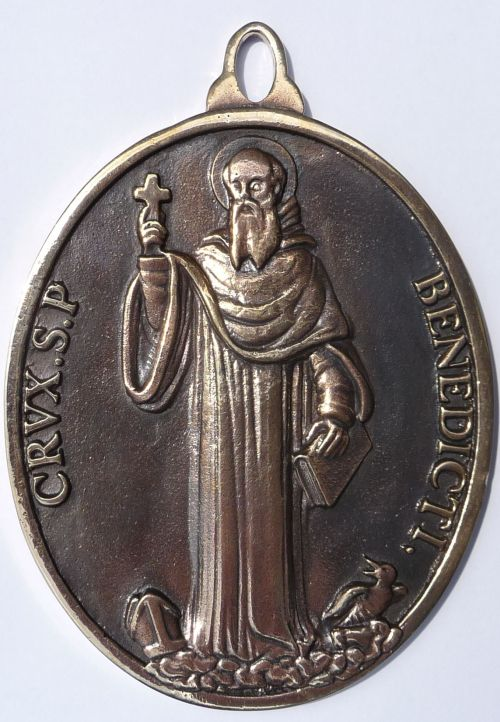
طراحی سنتی و اصلی مدال

در Benedictus redivivus 1679 گابریل بوسلین او چندین وقایع را بازگو می‌کند که در آنها مدال سنت بندیکت در رسیدگی به بیماری یا برخی مصیبت‌های محلی مؤثر بود. مدال می‌تواند نمادی از خلق باشد. مخلوقاتی که توسط بیماری‌های روانی و دیوانگی در جهان ذهنی انسان‌ها به وجود می‌آیند. مدال در درمان جنون مؤثر است. در سال 1743 Disquisitio sacra numismata, de origine quidditate, virtute, pioque usu Numismatum seu Crucularum S. Benedicti, Abbatis, Viennae Austriae, apud Leopoldum Kaliwoda ابوت لوبل، از صومعه سنت مارگارت پراگ، توسل به مدال را به عنوان درمانی در برابر خونریزی توصیه کرد. Prosper Guéranger چندین وقایع تغییر مذهب را به شفاعت سنت بندیکت از طریق استفاده متدینانه از مدال نسبت می‌دهد.

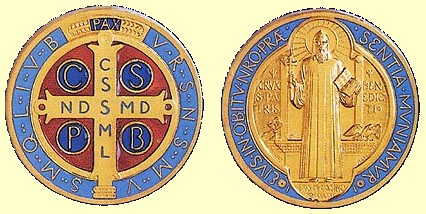
مدال جوبیلی توسط راهب Desiderius Lenz از مدرسه هنر Beuron ساخته شده برای ۱۴۰۰ سالگرد تولد سنت بندیکت در سال ۱۸۸۰

مدال Jubilee در سال ۱۸۸۰ به یاد سالگرد هزارو چهارصد سالگی تولد سنت بندیکت زده شد. حروف اول Vade retro satana (برو عقب شیطان) فرمول بیست و هفت کلمه ای بر روی مدال‌های سنت بندیکت حداقل از سال ۱۷۸۰ یافت شده‌است مدال جوبیلی همچنان محبوب‌ترین طرح در بین طرح‌های موجود از مدال سنت بندیکت است.

## نمادین مدال

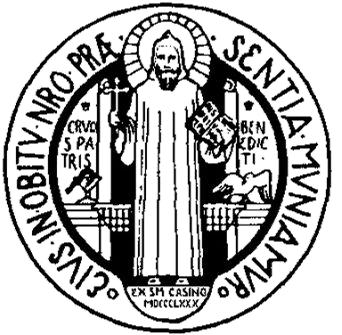
مدال سنت بندیکت، جلو.

در جلوی مدال، سنت بندیکت وجود دارد که صلیب را در دست راست خود، نماد مسیحی نجات، و در سمت چپ، قانون صومعه‌ها دارد. در جلوی مدال که در آن از حروف اول شعر جنگیری استفاده نشده‌است، در سمت راست بندیکت، زیر صلیب، یک جام مسموم وجود دارد، اشاره ای به افسانه ای که راهبان متخاصم سعی کردند او را مسموم کنند، و جام حاوی شراب مسموم زمانی که قدیس علامت صلیب را بر روی آن گذاشت، شکسته شد. در سمت چپ او، زیر قاعده، کلاغی که یک قرص نان مسموم را با خود برد. اما در پشت مدال کلمات لاتین کیک، اژدها، شراب، سم، شیطان برو عقب، که حروف اولشان بر روی مدال است وجود دارد. از این رو گفته می‌شود که مدال حاملش را از مسمومیت و نصیحت‌های بیهودهٔ شیاطین، محافظت می‌کند.
در پشت مدال حروف CSSML - NDSMD، بر روی صلیبی که در بین دایره است وجود دارد که حروف اول کلمات این شهر است: صلیب مقدس باشد برای من نور، رهبر من باشد هرگز اژدها. مخفف بزرگ CSPB برای Crux Sancti Patris Benedicti است. ("صلیب پدر مقدس [ما] بندیکت"). در اطراف پشت مدال حروف VRSNSMV - SMQLIVB وجود دارد که به معنای: برو عقب شیطان نکن به من نصیحت بیهوده، هستند بد برای اینکه کیک‌ها خود خود پر از سم شراب‌ها. (Vade retro satana: Vade retro Satana! Numquam suade mihi vana! Sunt mala quae libas. Ipse venena bibas!). و در نهایت در بالای آن کلمه PAX قرار دارد که به معنی "آرامش یا صلح" است.

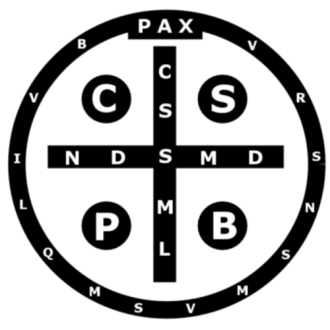
مدال سنت بندیکت، برگشت.

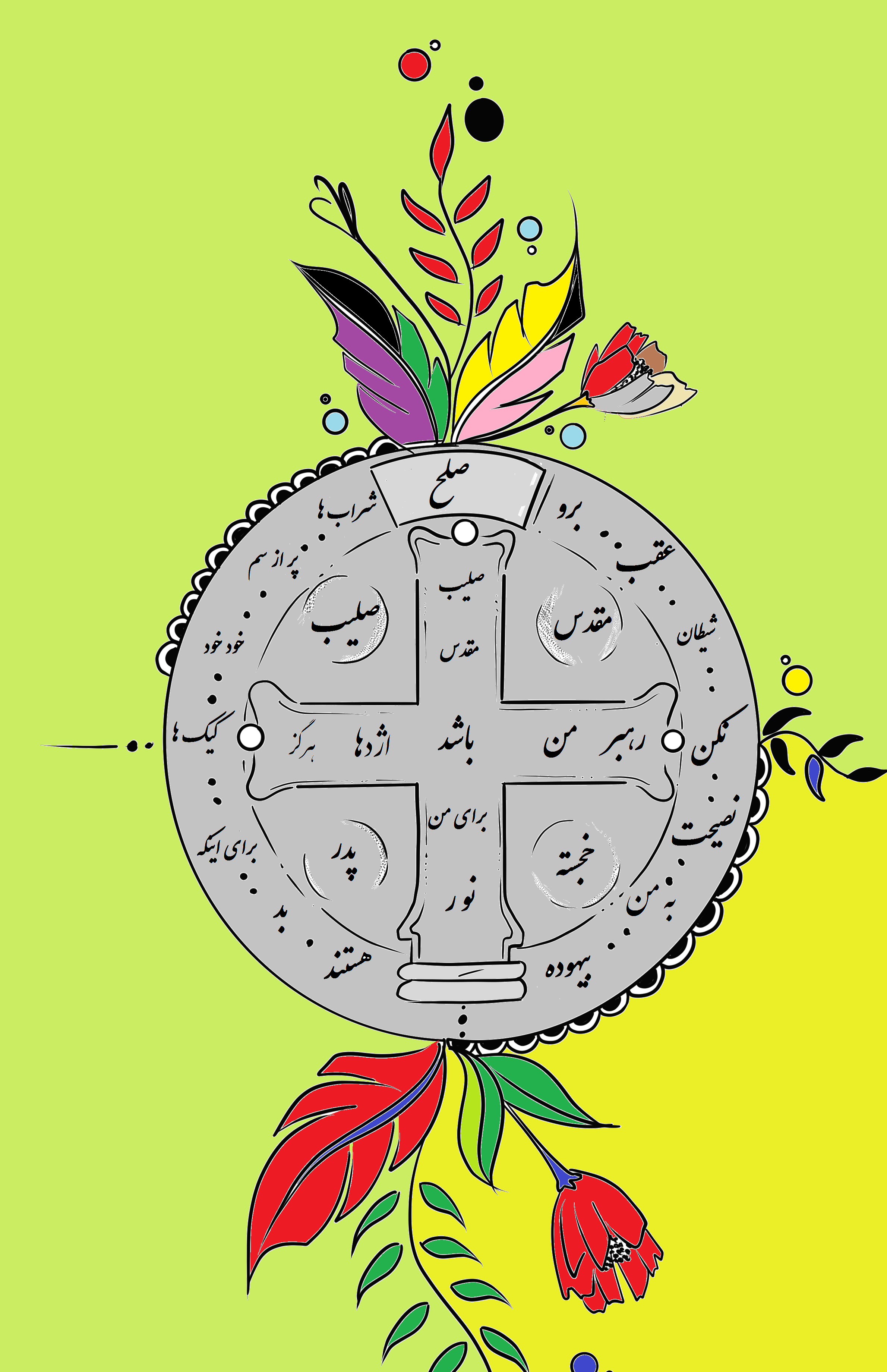
مدال سنت بندیکت فارسی

| مخفف لاتین | متن لاتین                         | متن انگلیسی                                                                    | محل                                |
| ---------- | --------------------------------- | ------------------------------------------------------------------------------ | ---------------------------------- |
| PAX        | PAX                               | صلح                                                                            | بالا                               |
| CSPB       | Crux Sancti Patris Benedicti      | صلیب پدر مقدس [ما] بندیکت                                                      | چهار ربع ساخته شده توسط صلیب مرکزی |
| CSSML      | Crux Sancta Sit Mihi Lux!         | باشد که صلیب مقدس نور من باشد!                                                 | صلیب مرکزی، نوار عمودی             |
| NDSMD      | Non [Nunquam] Draco Sit Mihi Dux! | اژدها هرگز ارباب من نباشد! {{سخ}} " شیطان رهبر من نباشد».                      | صلیب مرکزی، نوار افقی              |
| VRS        | Vade Retro Satana !               | "رفت شیطان!" {{سخ}} " شیطان عقب نشینی کن"                                      | در جهت عقربه‌های ساعت در اطراف دیسک |
| NSMV       | Numquam Suade Mihi Vana!          | "هرگز مرا با بیهودگی‌هایت وسوسه نکن!" {{سخ}} " مرا به چیزهای بد متقاعد نکن.»    | در جهت عقربه‌های ساعت در اطراف دیسک |
| SMQL       | Sunt Mala Quae Libas.             | "آنچه به من پیشنهاد می‌کنی، شر است." {{سخ}} " چیزی که به من نشان می‌دهی بد است.» | در جهت عقربه‌های ساعت در اطراف دیسک |
| IVB        | Ipse venena bibas!                | "خودت زهر را بنوش!" {{سخ}} " زهرهایت را خودت بنوش».                            | در جهت عقربه‌های ساعت در اطراف دیسک |

## استفاده از مدال

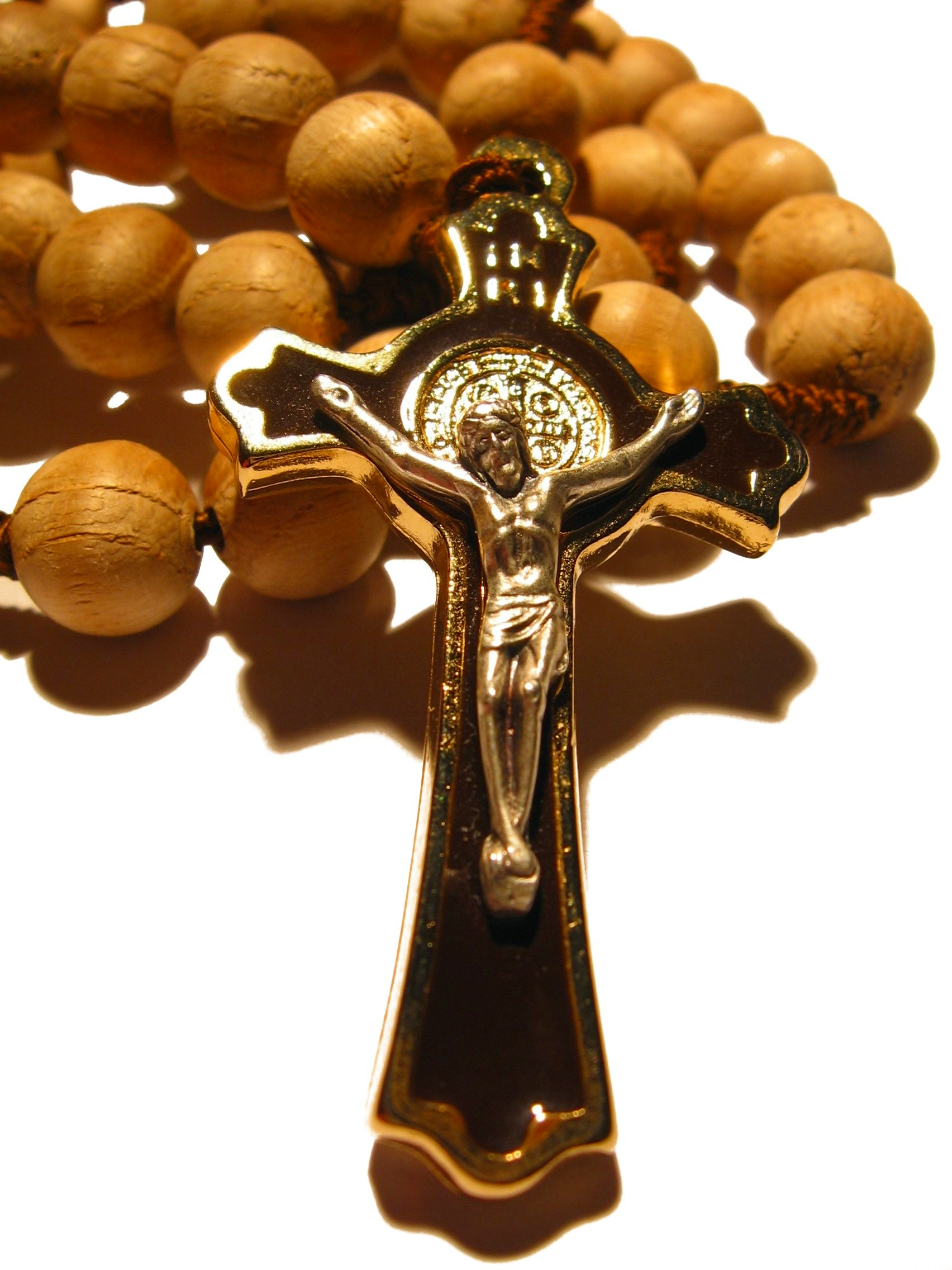
یک تسبیح دومینیکن با صلیب سنت بندیکت متصل شده‌است

این مدال بیانگر دعایی از سوی کاربر است تا از طریق شفاعت سنت بندیکت، از برکت و محافظت خداوند استفاده کند. هیچ قانون خاصی برای استفاده از آن تجویز نشده‌است. ممکن است روی یک زنجیر به دور گردن بسته شود، روی فرد حمل شود، در وسیله نقلیه، خانه یا محل کار فرد قرار گیرد. همچنین بر روی فندک ضرب می‌شود. جان که یک جنگیر است در فیلم کنستانین این مدال را بر روی فندکش دارد و برای از بین بردن شیاطین و نیروهای اهریمنی از آن استفاده می‌کند. گاهی اوقات این صلیب برای ایجاد «صلیب سنت بندیکت»، که معمولاً با سمت عقب به عنوان هاله ای برای بدنه است، در یک صلیب گنجانده می شود.
بر اساس مقالات دینی، مومنانی که عاشقانه از یک شی مقدس (صلیب یا مدال، تسبیح) که توسط هر کشیشی به درستی برکت داده شده‌است، استفاده می‌کنند، از اغماض جزئی برخوردار می‌شوند."

## برکت مدال
مدال‌های سنت بندیکت ابزارهای پرمعنا و مقدسی هستند که می‌توانند به دریک بهتر انسان‌ها از خلقت و آفرینش کمک کنند و ممکن است توسط هر کشیش یا شماس و نه الزاماً یک بندیکتین به‌طور قانونی برکت داده شوند.
ممکن است از فرم انگلیسی زیر استفاده شود:
| « | V: Our help is in the name of the Lord. R: Who made heaven and earth. V: In the name of God the Father + almighty, who made heaven and earth, the seas and all that is in them, I exorcise these medals against the power and attacks of the evil one. May all who use these medals devoutly be blessed with health of soul and body. In the name of the Father + almighty, of the Son + Jesus Christ our Lord, and of the Holy + Spirit the Paraclete, and in the love of the same Lord Jesus Christ who will come on the last day to judge the living and the dead, and the world by fire. R: Amen. V: Let us pray. Almighty God, the boundless source of all good things, we humbly ask that, through the intercession of Saint Benedict, you pour out your blessings + upon these medals. May those who use them devoutly and earnestly strive to perform good works be blessed by you with the health of soul and body, the grace of a holy life, and remission of the temporal punishment due to sin. May they also with the help of your merciful love, resist the temptation of the evil one and strive to exercise true charity and justice toward all, so that one day they may appear sinless and holy in your sight. This we ask through Christ our Lord. R: Amen. | » |

سپس مدال با آب مقدس پاشیده می‌شود.

### یادداشت
1. ↑  The Benedictine monastic tradition is found in all major historic Christian denominations, such as the Abbey of Saint-Joseph de Clairval of the Catholic Church, the Östanbäck Monastery of the Evangelical Lutheran Church of Sweden, the Saint Finian Orthodox Abbey of Western Orthodoxy, the Holy Cross Monastery of the Protestant Episcopal Church in the United States of America, and the Saint Brigid of Kildare Monastery of the United Methodist Church, for example.

1. 1 2  Catholic Saints Prayer Book by Donna-Marie Cooper O'Boyle 2008 شابک ‎۱−۵۹۲۷۶−۲۸۵−۹ pages 18-19
2. ↑  Dom Prosper Gueranger. "The Medal or Cross of St Benedict". www.liturgialatina.org. Retrieved 2018-08-05.
3. ↑  Pettigrew, T.J. (1858-02-24). "Proceedings of the Association". Journal of the British Archaeological Association. British Archaeological Association: 280.
4. ↑  Judith Sutera, 1997, The Work of God: Benedictine Prayer Published by Liturgical Press شابک ‎۰−۸۱۴۶−۲۴۳۱−۶ page 109
5. ↑  "The Enchiridion of Indulgences", #35, Liberia Editrice Vatican, 1968
6. ↑  Instr. , 26 Sept. 1964; Can. 1168
7. ↑  "OSB. The Medal of Saint Benedict, information, description, history, effects, and suppliers". www.osb.org. Archived from the original on 7 August 2007. Retrieved 2018-08-05.